# Колосов, Денис Викторович
Колосов, Денис Викторович (род. 26.12.1997; Калинковичи, Республика Беларусь) — белорусский бильярдист, мастер спорта международного класса по русскому бильярду. Чемпион Мира 2023 года, победитель международного турнира «Лига чемпионов» по бильярду в личном и командном зачете.
Денис Колосов является многократным чемпионом Республики Беларусь по бильярдному спорту в различных дисциплинах.
Первый тренер Дениса — его отец Виктор Колосов, который является основателем и тренером Академии бильярда в г. Калинковичи.
В настоящее время Денис тренируется под руководством знаменитого Российского тренера Сергея Баурова и выступает за бильярдный клуб Легенда.
Денис является регулярным участником турниров «Лига чемпионов», которые проходят в телевизионном формате и транслируются на канале Матч ТВ. Выигрывал данные турниры как в личном, так и в командном зачетах.
Денис Колосов — Победитель Открытого Кубка Москвы по Короне 2024 г.